# Rabobank
Rabobank (Coöperatieve Rabobank U.A.) es una entidad financiera Neerlandesa fundada en 1972 y de carácter multinacional. Está presente en muchos países del mundo, si bien radicada principalmente en Países Bajos.
Entre sus negocios se encuentran, además de la banca, el negocio de seguros, de alquileres financieros (leasing) y algunos negocios inmobiliarios.
Rabobank fue originalmente un banco cooperativo fundado para ayudar a los agricultores a financiar sus actividades comerciales. Y Rabobank sigue siendo un importante financista en el sector agroindustrial.

## Sostenibilidad
Rabobank declara que quiere contribuir al desarrollo sostenible de la sociedad en un sentido económico, social y ecológico. Esto se consagra, entre otras cosas, en el Código de Conducta y en los principios generales externos e internos para la prestación de servicios. La responsabilidad social corporativa es un principio básico en las actividades centrales de Rabobank.  Rabobank sigue financiando a empresas cárnicas y lácteas de todo el mundo, impulsando así el cambio climático y la deforestación.

## Controversial

### Escándalo Libor
Los principales bancos de inversión de Londres comunican diariamente los intereses de los préstamos a corto plazo que se cobran entre sí. Se trata de intereses a corto plazo, desde 1 día hasta 1 año. Cuando se supo que algunos bancos habían declarado deliberadamente este tipo de interés demasiado alto o demasiado bajo desde 1991, nació el escándalo del Libor. Como el tipo de interés Libor también se utiliza en Estados Unidos para calcular el precio de los derivados, los reguladores estadounidenses también tomaron medidas. Barclays y UBS fueron los dos primeros participantes, que se conformaron con 460 y 1.500 millones de dólares respectivamente. RBS fue multado con 612 millones de dólares.[29] El 29 de octubre de 2013 se publicó que el Rabobank había llegado a un acuerdo con De Nederlandsche Bank (DNB), el Departamento de Justicia holandés (OM), la Autoridad de Conducta Financiera (FCA) del Reino Unido, la Comisión de Comercio de Futuros de Productos Básicos de Estados Unidos (CFTC), el Departamento de Justicia de Estados Unidos (DOJ) y la Autoridad de Servicios Financieros de Japón (JFSA). Esto es en relación con sus investigaciones sobre los procedimientos de presentación de Rabobank en relación con el London Interbank Offered Rate (Libor) y el Euro Interbank Offered Rate (Euribor) en el pasado. Rabobank acordó pagar cantidades de liquidación a la OM, la FCA, la CFTC y el DOJ por un total aproximado de 774 millones de euros, de los cuales 70 millones de euros se destinaron a la Fiscalía neerlandesa. A cambio, no siguió ninguna investigación penal. El Banco Central neerlandés también tomó medidas. El consejero delegado, Piet Moerland, dimitió anticipadamente.

### Blanqueo de dinero
En febrero de 2018, Rabobank llegó a un acuerdo con la justicia estadounidense por 298 millones de euros. El banco no tenía en orden sus controles internos, lo que provocó que cientos de millones de dólares procedentes del narcotráfico fueran blanqueados a través de la filial estadounidense de Rabobank RNA en California.

### Deforestación
El informe sobre la financiación de la destrucción de los ecosistemas en la UE: Bankrolling ecosystem destruction, elaborado por una coalición de organizaciones de la sociedad civil, muestra cuánto dinero fluye de las instituciones financieras con sede en la UE a sectores que suponen un riesgo para los ecosistemas, incluidos 30,9 millones de dólares de Rabobank. También Banco Santander financia con millones de € a empresas que arrasan bosques y selvas El informe destaca la importancia de la regulación de la UE del sector financiero para alinear la financiación con los objetivos globales de 1,5 °C y biodiversidad.
Rabobank ha recibido muchas críticas porque el banco estuvo involucrado en la financiación de cientos de agricultores que cometieron deforestación ilegal en Brasil. Esto es contrario a la política oficial comunicada por el banco. Investigación  vincula las inversiones de Rabobank con la pérdida de aproximadamente 390.000 hectáreas de bosque amazónico o cerrado (2000-2022). Rabobank ha sido incluido en la lista de los principales contaminadores de la ONG holandesa Milieudefensie porque el banco habría invertido más de 1.400 millones de euros en empresas implicadas en la deforestación en el período 2015-2022.